# EHC Black Wings Linz
EHC Black Wings Linz är en österrikisk ishockeyklubb från Linz. Klubben bildades 1992 och spelar i den österrikiska högstaligan Erste Bank Eishockey Liga (EBEL). De spelar sina hemmamatcher i Linzer Eissporthalle som har en kapacitet på 3 650 åskådare.
Efter flera år i de lägre divisionerna i landet började Black Wings i högstaligan säsongen 2000/2001. Som nykomling i ligan nådde Black Wings en tredjeplats i grundserien innan de blev utslagna i slutspelet. Säsongen 2001-02 gick de ända till final, där de förlorade mot EC Villacher SV. I sin tredje säsong i högstaligan blev Black Wings för första gången österrikiska mästare säsongen 2002/2003.
År 2005 gick klubben i konkurs och startades sedan upp igen som "EHC LIWEST Black Wings Linz" genom telekommunikationsbolaget LIWEST. Under det nya ägandet har Black Wings haft sitt bästa resultat hittills i mästerskapet under säsongen 2006-07 när åter igen nådde final i slutspelet. Ett år senare vann Black Wings överraskande grundserien, men misslyckades i slutspelet. Säsongen 2011/2012 blev man för andra gången österrikiska mästare efter att ha vunnit finalserien mot Klagenfurter AC.